# Л’Удон
Л’Удо́н (фр. L’ Oudon) — коммуна во Франции, находится в регионе Нижняя Нормандия. Департамент коммуны — Кальвадос. Входит в состав кантона Сен-Пьер-сюр-Див. Округ коммуны — Лизьё.
Код INSEE коммуны — 14697.

## Население
Население коммуны на 2010 год составляло 1535 человек.
| 1962 | 1968 | 1975 | 1982 | 1990 | 1999 | 2010 |
| ---- | ---- | ---- | ---- | ---- | ---- | ---- |
| 1552 | 1500 | 1453 | 1449 | 1347 | 1329 | 1535 |

## Экономика
В 2010 году среди 1029 человек трудоспособного возраста (15—64 лет) 692 были экономически активными, 337 — неактивными (показатель активности — 67,2 %, в 1999 году было 69,5 %). Из 692 активных жителей работали 649 человек (365 мужчин и 284 женщины), безработных были 43 (22 мужчины и 21 женщина). Среди 337 неактивных 161 человек были учениками или студентами, 109 — пенсионерами, 67 были неактивными по другим причинам.